# Raymundus van Penyafort

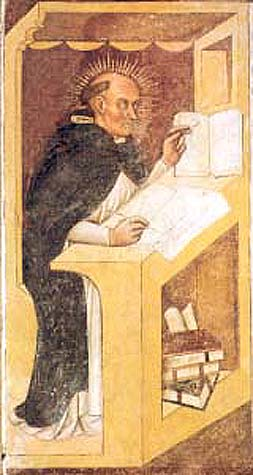

Raymundus van Penyafort (circa 1175 - 6 januari 1275) was een Spaanse dominicaan. Omdat hij een groot kenner was van het canonieke recht, droeg paus Gregorius IX hem op een kerkelijk wetboek samen te stellen.
Raymundus werd geboren op het kasteel Penyafort bij Barcelona. Hij studeerde aan de kathedraalschool in Barcelona en doceerde er vervolgens theologie en filosofie. Rond 1210 ging hij in Bologna kerkelijk recht en Romeins recht studeren. Tussen 1218 en 1221 doceerde hij aldaar canoniek (kerkelijk) recht. In Bologna kwam hij in aanraking met de dominicanen, en toen hij in 1222 terugkeerde naar Barcelona, trad hij toe tot deze orde. In 1230 haalde de paus hem naar Rome om als rechter aan de Penitentiaria, een van de pauselijke rechtbanken, te gaan fungeren. Tegelijk kreeg hij de opdracht om de vele duizenden decretalen, pauselijke vonnissen in briefvorm, te verzamelen en te redigeren tot een goed gestructureerd kerkelijk wetboek. Het resultaat, de Decretales Gregorii IX, meestal Liber Extra genoemd, verscheen in 1234. De paus bepaalde dat voortaan enkel deze decretalen nog rechtskracht zouden bezitten (exclusieve werking). Gregorius IX stuurde exemplaren van de Liber Extra meteen ook aan de universiteiten van Bologna en Parijs.
Raymundus schreef verschillende juridische traktaten, zoals een Summa de matrimonio, een Summa de casibus poenitentiae en andere kleinere werken. In 1238 werd hij tot magister-generaal van de dominicanen gekozen. Hij spande zich vooral in om de constituties van deze orde te verbeteren. In 1240 legde hij zijn taak als magister van de dominicanen neer en keerde hij terug naar Barcelona. Hij spande zich in voor de verbetering van de studie en opleiding binnen zijn orde. Een benoeming tot aartsbisschop van Tarragona sloeg hij af. Hij adviseerde regelmatig koning Jacobus I van Aragón. De orde van de Mercedariërs rekende Raymundus tot mede-oprichter vanwege zijn steun aan deze kloosterorde. Op zeer hoge leeftijd overleed hij in 1275 in Barcelona, waar hij in de kathedraal is begraven. Hij was waarschijnlijk de oudste middeleeuwse jurist. In 1601 verklaarde paus Clemens VIII hem heilig. Zijn feestdag valt op 7 januari. Met Ivo Hélory is hij de patroonheilige van juristen.